# Parafia św. Stanisława w Lublinie
Parafia Świętego Stanisława w Lublinie – parafia rzymskokatolicka w Lublinie, należąca do archidiecezji lubelskiej i Dekanatu Lublin – Północ. Została erygowana 11 listopada 1983.
Na obszarze parafii leżą między innymi ulice: Agronomiczna, al. Warszawska, Feliksa Araszkiewicza, Bartnicza, Bogdanówka, Jana Ciepielewskiego, Fiołkowa, Gajowa, Główna, Poli Gojawiczyńskiej, Aleksandra Jaworowskiego, Jodłowa, Juliusza Kleinera, Kmieca, Kwiatów Polnych, Lawendowa, Liliowa, Jana Lisa, Mgielna, Heleny Modrzejewskiej, Motylowa, Stefanii Sempołowskiej, Stanisława Serwaczyńskiego, Skalista, Skowronkowa, Sławinkowska, Słonecznikowa, Świerkowa, Tulipanowa, Urocza, Wodna, Gabrieli Zapolskiej, Zbożowa, Wiktora Ziółkowskiego, oraz osiedla Marysin, Natalin i Dębówka.
Kościół parafialny wybudowany w latach 1985-1989, mieści się przy ulicy Zbożowej.